# 세사르 마르틴
세사르 마르틴 비야르(스페인어: César Martín Villar, 1977년 4월 3일, 아스투리아스 지방 오비에도 ~)는 줄여서 흔히 세사르(스페인어: César)로 알려진 스페인의 전 축구 선수로, 현역 시절 중앙 수비수로 활약하였다.
13 시즌에 걸쳐, 그는 200번의 라 리가 경기에 출전했는데, 주로 오비에도와 데포르티보 소속으로 활약했고, 이후 6개월 동안 잉글랜드의 볼턴 원더러스에서 뛰기도 했다.
스페인 국가대표팀 일원으로 5년 활약한 적이 있는 세사르는 UEFA 유로 2004에 참가했었다.

## 클럽 경력
오비에도 출신인 세사르는 1994년 인근의 오비에도에서 프로 무대에 첫 발을 디뎠다. 그의 첫 시즌에 그는 17번의 라 리가 경기에 출전해 아스투리아스 지방 연고의 구단에 도움을 주었는데, 그는 크로아티아 출신의 니콜라 예르칸과 수비진으로 협력하여 리그 9위에 일조했다.
1998-99 시즌 리그에서 31경기에 출전해 4골을 기록하면서 오비에도의 주축 선수로 맹활약한 세사르는 데포르티보로 대략 €17M의 금액에 이적하였다. 갈리시아 연고 구단 소속으로, 그는 리그 한 번, 코파 델 레이 한 번, 그리고 수페르코파 데 에스파냐 한 번의 우승을 기록했지만, 부상으로 7년에 걸쳐 자주 출전하지는 못했다. (가장 많이 출전한 시즌이 2002-03 시즌으로 20경기에 출전했다.)
호아킨 카파로스가 데포르티보 지휘봉을 잡으면서 세사르는 입지를 잃게 되었고, 결국 2006년 7월 18일에 레반테로 이적하였다. 새로 둥지를 튼 곳에도 일이 신통치 않았는데, 그는 모든 대회를 통틀어 5경기 출전하는데 그쳤고, 심지어 0-3으로 진 아틀레티코 마드리드와의 안방 경기에서는 퇴장까지 당했다. 2007년 1월 31일, 그는 상호 계약 해지로 구단을 떠나게 되었다.
2007년 2월, 세사르는 볼턴 원더러스에 단기 계약으로 시즌 말까지 계약하였다. 그의 프리미어리그 데뷔전은 2-2로 비긴 첼시와의 2월 28일 경기로, 그는 추가 시간에 니콜라 아넬카와 교체로 들어갔다. 5월 18일, 경기에 출전할 기회를 얻지 못하면서, 새미 리 신임 볼턴 감독이 계약을 연장하지 않을 것임을 결정하자 구단을 떠나게 되었고, 이후에 그의 모국으로 돌아와 세군다 디비시온의 에르쿨레스에 입단했다.
2009-10 시즌, 노련한 세사르는 2부 리그 생활을 이어나갔는데, 그는 카스테욘과 2+1년 계약에 합의하였다.
그러나, 발렌시아 지방의 구단이 강등되면서, 33세의 세사르는 계약에 따라 방출되었고, 얼마 후 은퇴하였다.
2015년 여름, 세사르는 오비에도로 돌아가 행정 업무를 맡게 되었다.

## 국가대표팀 경력
세사르는 1999년 8월 18일, 스페인 국가대표팀 경기에 처음 출전했는데, 그는 2-1로 이긴 폴란드와의 바르샤바 원정 친선 경기에서 90분을 모두 뛰어 2-1 승리를 도왔다. 그는 처음 출전한 UEFA 유로 2000 예선전 두 경기에서 2골을 집어넣었는데, 모두 머리로 골을 기록했다.
세사르는 UEFA 유로 2004 본선 선수단에 이름을 올렸으나, 출전할 기회는 없었다. 국가대표 초년에 기대주로 꼽혔지만, 국가대표팀에서 큰 두각을 나타내지 못했는데, 그는 부상 문제에 더불어 카를레스 푸욜이나 파블로 이바녜스 등의 쟁쟁한 선수가 등장하며 입지가 약해졌다. 그는 마지막으로 출전한 국가대표 경기인 안도라와의 경기에서 1골을 추가했는데, 스페인은 이 친선 경기에서 4-0으로 이겼다.

### 국가대표팀 득점 기록
| #  | 날짜             | 경기장                          | 상대     | 점수 | 결과 | 대회                  |
| -- | ---------------- | ------------------------------- | -------- | ---- | ---- | --------------------- |
| 1. | 1999년 9월 8일   | 스페인 바다호스 비베로          | 키프로스 | 7–0  | 8–0  | UEFA 유로 2000 예선전 |
| 2. | 1999년 10월 10일 | 스페인 알바세테 카를로스 벨몬테 | 이스라엘 | 2–0  | 3–0  | UEFA 유로 2000 예선전 |
| 3. | 2004년 6월 5일   | 스페인 헤타페 알폰소 페레스     | 안도라   | 3–0  | 4–0  | 친선경기              |

## 수상

### 클럽
데포르티보
- 라 리가: 1999–2000
- 코파 델 레이: 2001–02
- 수페르코파 데 에스파냐: 2002

### 국가대표팀
스페인 U-18
- UEFA U-18 축구 선수권 대회: 1995